# Zalău
Zalău (maď. Zilah, něm. Zillenmarkt či Waltenberg) je město v Rumunsku, v regionu Sedmihradsku, v župě Sălaj.
Okolí města bylo osídleno již v dávých dobách, ve vzdálenosti 8 km se nachází římské opevnění Porolissum. V Uhersku patřilo město k těm významnějším v sedmihradské části země. Jeho velký růst nastal až po druhé světové válce a za období komunismu; v této době vzniklo mnoho velkých továren, z nichž některé existují i dnes, přibyly i k nim závody zahraničních investorů.
Významnou národnostní menšinu ve městě tvoří Maďaři (v roce 2011 představovali 16,4% obyvatelstva), kteří až do poloviny 20. století tvořili ve městě většinu.

## Významní rodáci
- Dacian Cioloș, rumunský politik

## Partnerská města
- Baia Mare, Rumunsko
- Gyula, Maďarsko
- Hægebostad, Norsko
- Imola, Itálie
- Kvinesdal, Norsko
- Szentendre, Maďarsko